# Římská občanská válka (49–45 př. n. l.)
Římská občanská válka (49–45 př. n. l.) nebo Caesarova občanská válka, popř. Válka alexandrijská, africká a hispánská byl jeden z posledních vojensko-politických konfliktů v Římské republice před vznikem císařství. Válka byla vyvrcholením sporů mezi prokonzulem Gaiem Juliem Caesarem a jeho politickými oponenty z řad konzervativní strany optimátů, zastánců tradiční republiky, kteří jsou tradičně spjati s osobou Gnaea Pompeia Magna. 
Po čtyřletém boji na územích Řecka, Egypta, Afriky a Hispánie porazil Caesar poslední optimáty v bitvě u Mundy a mohl se tak stát doživotním diktátorem. Výsledek občanské války následně vedl ke konci republikánských tradic a posléze vzniku Římského císařství, v jehož čele stanul po další občanské válce vítěz nad bývalým Caesarovým generálem Markem Antoniem, Octavianus Augustus.

## Předchozí události

### Triumvirát a Crassova smrt
V prvním století př. n. l. se Řím zmítal v kruhu občanských válek, nepokojů a výbojů vnějších nepřátel. Po občanské válce završené krátkou diktaturou bývalého konzula Sully. Sulla posléze úřad sám složil a moc se vrátila do rukou senátu a jím volených konzulů na jednotlivé roky. Poté, co bylo potlačeno povstání stoupence Maria (Sullova soupeře v občanské válce), odbojného Sertoria v Hispánii, obrátily se římské legie směrem k dnešnímu Turecku a po třech válkách definitivně odstranily pontskou hrozbu vedenou králem Mithridatem. Během bojů proti pontským silám proběhlo v samém srdci republiky Spartakovo povstání, které však potlačil Marcus Licinius Crassus.
Po tomto turbulentním období uzavřeli tři muži svazek, známý jako triumvirát. Jeho členy byli Gnaeus Pompeius Magnus (přídomek Magnus značí Veliký), již zmíněný Marcus Licinius Crassus a v roce 60. př. n. l. se k jejich duu přidal v té době neznámý Crassův chráněnec, Gaius Julius Caesar. Byla to aliance z nutnosti, ne ze vzájemné obliby. Pompeiova kariéra byla v době uzavření paktu s Crassem na vzestupu, byl to miláček Říma, který si (ačkoliv sloužil diktátoru Sullovi) vydobyl mnoho vavřínů a byl všeobecně považován za skvělého vojevůdce, byť z pramenů vyplývá, že jeho popularita byla umocňována Sullovou propagandou a jeho hlavní vojenské úspěchy v Hispánii proti Sertoriovi byly spíše zásluhou jiných vojenských velitelů. I přesto však Pompeius dokázal kolem sebe vytvořit obraz velkého válečníka, přičemž Crassovi dokázal doslova "vyfouknout" kus slávy za potlačení Spartakova povstání. I přesto, že se vrátil z Hispánie v roce 71 př. n. l., tj. v posledním roce Spartakova povstání, a pobil pouze pár nebožáků, kteří uprchli po drtivé Spartakově porážce u řeky Silarus, byl všeobecně uznáván jako strůjce tohoto úspěchu a v Římě obdržel právo na triumf, nejvyšší vojenskou oslavu, konající se pouze v případě velkého vítězství – v jeho případě se jednalo o triumf dvojnásobný, hispánský a ten nad Spartakem. Zhrzený Crassus byl považován za odpadlíka, který porazil pár otroků, a byla mu přiřčena pouze oslava ovatio, v podstatě mnohem menší verze triumfu.
V roce 70 př. n. l. se začal Řím opět obávat, zdali se dva znesváření kohouti nepustí do sebe, protože napětí mezi oběma muži stoupalo. Oba muži byli zvolení konzuly na onen rok, ale ani u jednoho z nich nebylo jisté, jestli se podvolí tomu druhému. Nakonec údajně Crassus udělal první krok a na veřejném shromáždění, foru, přešel k Pompeiovi, jenž mu vyšel vstříc a oba muži si podali ruce. Následovalo rozpuštění jejich vojsk a doba klidu pro republiku. Pompeius posléze obdržel imperium, vojenské velení nad jednotkami v Anatolii, které se zhruba na území dnešního Turecka střetly s pontským králem Mithridatem a posléze arménským králem Tigranem, přičemž oba Pompeius porazil a vrátil se roku 63 př. n. l. do Říma jako jednoznačný a nezpochybnitelný vítěz. Mezitím co Pompeius válčil, Crassus v Římě rozšiřoval svoje už tak pohádkové bohatství, stával se filantropem a obklopil se smetánkou mladých progresivních Římanů, z nich vynikal jeden, jenž se stal jeho oblíbencem – Gaius Julius Caesar. 

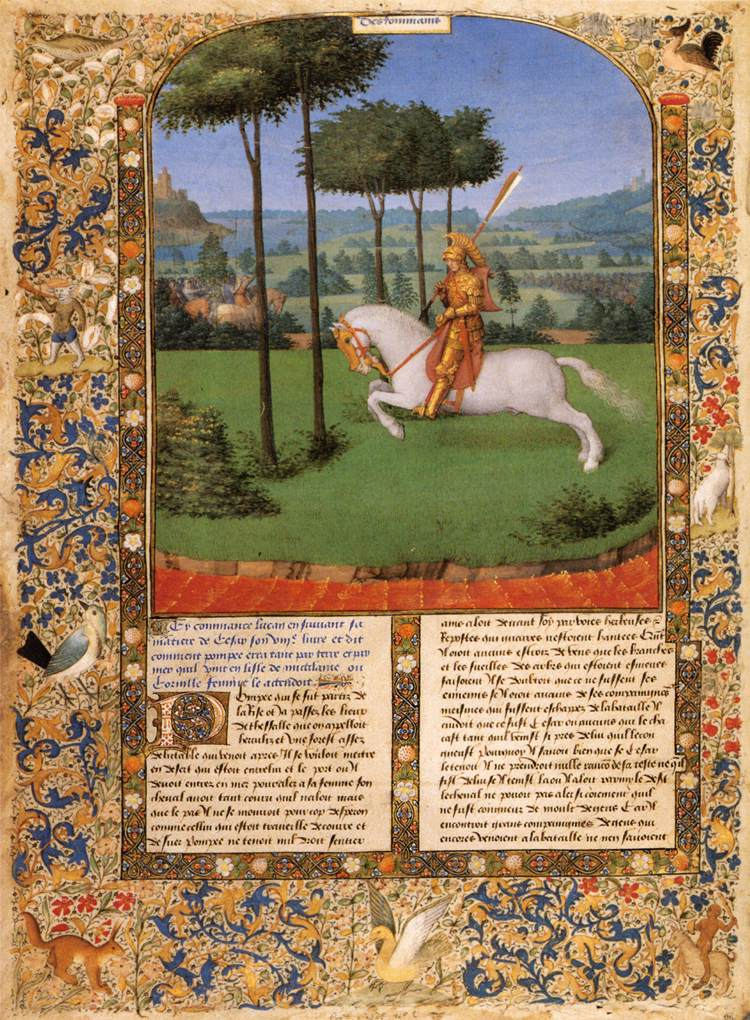
Jean Fouquet: Pompeiův útěk po bitvě u Farsálu

Pompeius, čím dál víc nazývaný Magnus, toho roku oslavil velkolepý triumf. V roce 60 př. n. l. se shodl s Crassem na třetím členovi jejich politické aliance (je nutné zdůraznit, že triumvirát stál mimo tehdejší římské politické struktury), přičemž se jednalo právě o Caesara, který se údajně zalíbil i samotnému Magnovi. Oba stávající duumvirové (Pompeius a Crassus) brali Caesara jako svoji loutku, a je pravdou, že v prvních letech na nich byl Caesar jak politicky, tak vojensky závislý. Jako konzul byl vyslán na sever do oblasti Galie, přičemž očekávání od něj nebyla velká. Když se však Caesar za čtyři roky sešel s oběma muži v Lucce na území Předalpské Galie, svého prokonzulského území (Caesar obdržel titul prokonzula pro Předalpskou i Zaalpskou Galii, jakožto i Ilyrii na pět celých let, v období od 59 př. n. l. do 54 př. n. l.), situace byla úplně jiná. On byl vavříny ověnčený vojevůdce, který drtil galské kmeny jeden po druhém, zatímco Crassus byl stále jen římský zbohatlík a Pompeius už nově žádné vojenské úspěchy nepřidával. Byť oba přicházeli onoho roku 56. př. n. l. s plány na zastavení Caesarovy popularity, jednání skončilo tak, že Crassus i Pompeius dostali možnost pokračovat jako konzulové na další rok, zatímco Caesarovi bylo garantováno, že dostane titul prokonzula pro obě Galie na dalších pět let, až do roku 49 př. n. l. Pompeius poté Julia skutečně ve funkci roku 54 př. n. l. potvrdil a triumfující Caesar se pustil znovu do války v Galii, zatímco Pompeiovi bylo svěřeno veškeré vojsko od Říma až po západní hranici, tj. Hispánii. Crassus, který zjevně svým kolegům záviděl jejich vojenské úspěchy, dostal na starost východ republiky a možnost vést válku proti Parthům, výbojnému národu, který se nacházel na území dnešního Iráku a Íránu a ohrožoval římskou hranici. Crassus s hromadou velkých řečí a proslovů vyplul roku 55 př. n. l. směrem do oblasti Sýrie, aniž by tušil, že se žene do vlastní záhuby.